# Димитър Миовски
Димитър Коцев Миовски (на македонска литературна норма: Димитар Миовски) е югославски политик, офталмолог, професор.

## Биография
Роден е на 1 септември 1913 година в град Скопие. През 1941 година завършва Медицински факултет на Белградския университет. Делегат е на първото заседание на АСНОМ. През 1952 година специализира в Клиника за очни болести в Скопие. От 1960 става директор на клиниката. След 1949 година се занимава с въпросите на кератопластиката и обикаля европейски офталмоложки центрове, които се занимават с проблема.